# Macrogenioglottus alipioi
A Macrogenioglottus alipioi a kétéltűek (Amphibia) osztályába, a békák (Anura) rendjébe és a Odontophrynidae családba tartozó Odontophrynus nem monotipikus faja. Nevét Alípio de Miranda-Ribeiro brazil zoológusról kapta.

## Elterjedése
A faj Brazília endemikus faja; az ország Alagoas, Sergipe, Bahia, Espírito Santo Rio de Janeiro és São Paulo államában honos 600 méteres tengerszint feletti magasságig. Természetes élőhelye a szubtrópusi vagy trópusi párás síkvidéki erdők, időszakos édesvizű mocsarak, ültetvények.

## Természetvédelmi helyzete
A fajra legnagyobb fenyegetést élőhelyének folyamatos pusztulása jelenti, mely főleg a legeltetés, és az erdőirtás következménye. A faj elterjedési területe több természetvédelmi területével esik egybe.